# Миропольский, Дмитрий Владимирович
Дми́трий Влади́мирович Миропо́льский (род. 12 августа 1964) — российский литератор и предприниматель.

## Биография
Родился 12 августа 1964 года. Ленинградец.
В 1981 году окончил ленинградскую среднюю школу № 183 и Детскую художественную школу № 1, учился на химическом факультете Ленинградского Технологического Института им. Ленсовета, занимался научными исследованиями в области физической химии, служил в армии.
С 1988 года работал художником по рекламе, театральным художником, приглашённым ведущим и музыкальным комментатором в программах Молодёжной редакции Ленинградского радио. Публиковался как журналист и художник-график в советской/российской и иностранной периодике, возглавлял Ленинградский театр-студию «Народный дом», театр-студию «Санкт-Петербург», вёл авторские программы на первой петербургской FM-радиостанции «Балтика».
В 1990-е годы был копирайтером, режиссёром и продюсером телевизионной рекламы, руководил рекламной дирекцией компании «Русское видео», снимал документальные фильмы об истории России и Санкт-Петербурга, о знаковых исторических личностях; выпускал популярные телепрограммы, стал одним из четверых организаторов проекта «Улицы разбитых фонарей».
Был бизнес-партнером Михаила Мирилашвили, членом совета директоров многопрофильного холдинга «ПетроМир» и корпорации «Конти» (крупнейшего игорного объединения России).
Писатель Миропольский работает в новом и редком синтетическом жанре литературного инфотейнмента (information + entertainment), объединяя в крупной форме романа развлекательную составляющую и захватывающий авантюрный сюжет с мощным информационным и философским содержанием.
Начиная с 2006 года издательства «Комсомольская правда» и АСТ опубликовали ряд историко-приключенческих романов, интеллектуальных детективов и политических триллеров Миропольского:
- «1814/Восемнадцать-четырнадцать» (о первых лицеистах и охоте на серийного убийцу, которого в стихах упоминал Пушкин);
- «1916/Война и Мир» (о молодом Маяковском, жизни петербургской богемы Серебряного века, становлении европейских разведок, Первой мировой войне и убийстве Распутина);
- «Ундецима, или Смерть на посошок»[3] (политический триллер с музыкальной основой);
- «Тайна трёх государей» (детектив, политический триллер, построенный на единстве действий Ивана Грозного, Петра Первого и Павла и поисках главной святыни всех времён; бестселлер № 1 в России за 2017 год, продано свыше 200 000 экз.[4]);
- «Тайна двух реликвий» (детектив, политический триллер, историко-приключенческий, продолжение романа «Тайна трёх государей»; поиски ключа к предыдущим тайнам в опасном путешествии по многим городам мира, среди которых Майами-Бич, Яффо, Кёльн и Лондон);
- «Тайна одной саламандры» (детектив, политический триллер, историко-приключенческий, продолжение романов «Тайна трёх государей» и «Тайна двух реликвий»; события в Юго-Восточной Азии связаны с трансгуманизмом, биохакингом и с реальными научными исследованиями человеческого бессмертия);
- «AMERICAN’ец» (о первом русском кругосветном путешествии и знаменитом авантюристе графе Фёдоре Ивановиче Толстом);
- «Русский Зорро, или Подлинная история благородного разбойника Владимира Дубровского» (авантюрный роман на материале черновиков Пушкина);
- «Антикоучинг. Как НЕ НАДО писать» (двухтомный нон-фикшн на обширном художественном и научно-практическом материале: разбор наиболее распространённых писательских ошибок, мешающих созданию произведений художественной литературы и превращению их в бестселлеры).

Для Первого канала, РТР и СТС Миропольским написаны сценарии:
- экранизации романа «1814» (в ролях Сергей Гармаш, Богдан Ступка, Фёдор Бондарчук, Игорь Черневич, Александр Лыков, Юрий Ицков, Александр Баширов, Евгений Дятлов, Сергей Барковский, Алексей Гуськов и др.),
- лирической комедии «Суженый-ряженый» (в ролях Ксения Раппопорт, Мария Порошина, Инга Стрелкова-Оболдина, Алексей Макаров, Сергей Мигицко, Александр Феклистов, Михаил Евланов и др.),
- 12-серийного телевизионного художественного фильма «Гостиница „Россия“. Первая среди равных» о крупнейшем пожаре в истории гостиничного бизнеса,
- 4-серийного телевизионного художественного фильма «Сто дней свободы» (в главной роли Александр Михайлов) и др.

В ноябре 2019 года римским издательством Fazi Editore выпущен перевод романа «1916» на итальянский язык под названием «L’ultimo inverno di Rasputin» («Последняя зима Распутина»), в январе 2021 года выпущен перевод романа «Тайна трёх государей» на итальянский язык под названием «Urbi et Orbi».

## Достижения
- 1989 — лауреат Всесоюзного конкурса карикатуры и проблемной графики (биеннале в программе Фестиваля сатиры и юмора «Очень-89»,[5] впоследствии «Золотой Остап»).
- 2000 — чемпион Европы по баскетболу среди ветеранов в составе команды «Conti-Jackpot».

- 2009 — участник лонг-листа литературной премии «Национальный бестселлер» с рукописью романа «1916/Война и Мир».[6]
- 2012 — участник ежегодного сборника мастеров современной российской прозы «Красная стрела» (публикация — миниповесть «Колупаев in Rock», составитель «Сноб», издатель АСТ-Редакция Елены Шубиной, участники сборника Людмила Петрушевская, Владимир Сорокин, Ильзе Лиепа, Александр Кабаков, Татьяна Толстая, Захар Прилепин и др.)

- 2017 — лауреат Международного конкурса Национальная литературная премия «Золотое перо Руси», обладатель ювелирного золотого пера ручной работы № 198.